# Ужгородский национальный университет
Ужгородский национальный университет (сокращённо УжНУ; укр. Ужгородський національний університет) — украинское государственное высшее учебное заведение, расположенное в Ужгороде. Было основано 19 июля 1945 года. Является одним из классических университетов Украины, аккредитованных по IV (высшему) уровню аккредитации (лицензия Министерства образования Украины серии АГ № 582508). 
Кадровый потенциал: 111 докторов наук, профессоров, 400 кандидатов наук и доцентов. Свыше 30 преподавателей имеют почётные звания Украины, в частности — заслуженных деятелей науки и техники, члены-корреспонденты НАУ, работников народного образования, врачей, изобретателей. Количество студентов составляет более 13 тысяч. Форма обучения: дневная и заочная. Подготовка специалистов проводится по образовательно-квалификационным уровням: бакалавр, специалист, магистр. Сроки обучения: 5-6 лет. Форма финансирования: как за счет средств государственного бюджета, так и за счёт юридических и физических лиц. В составе университета 17 институтов и факультетов.

## История
Исторические предшественники университета:
- Коллегиум отцов-иезуитов (1613—1773 гг.)
- Унгварская королевская католическая высшая гимназия (1773—1920 гг.)
- Ужгородская государственная реальная русская гимназия (1920—1945 гг.)

Университет был официально учреждён в октябре 1945 г. 16 февраля 1946 г. Ужгородский государственный университет принял первых 168 студентов. Первыми факультетами были исторический, филологический, биологический и медицинский. 1 июля 1946 в университете уже насчитывалось 15 отделений (факультетов).
19 октября 2000 Ужгородский государственный университет был переименован в Ужгородский национальный университет.

## Ректоры УжНУ
- август-октябрь 1945 — Степан Васильевич Добош (возглавлял комиссию по преобразованию бывшей гимназии в университет вплоть до его официального учреждения, затем бежал в Чехословакию)
- 1945—1949 — Аркадий Михайлович Куришко
- 1949—1956 — Владимир Григорьевич Ткаченко
- 1956—1961 — Иван Иванович Ленарский
- 1961—1977 — Дмитрий Венедиктович Чепур
- 1977—1980 — Владимир Гаврилович Шульга
- 1980—1988 — Владимир Иванович Лендьел
- 1988—2004 — Владимир Юльевич Сливка
- 2004—2005 — Василий Иванович Русин
- 2005—2012 — Николай Николаевич Вегеш
- 2012— Виталий Иванович Николайчук
- 2012—2014 — Фёдор Григорьевич Ващук
- 2014 — Владимир Иванович Смоланка

## Институты и Факультеты
- Исторический
- Химический
- Инженерно-технический
- Экономики и Международных экономических отношений
- Филологический
- Довузовского и Последипломного образования
- Физического воспитания и спорта
- Юридический
- Медицинский
- Биологический
- Иностранной филологии
- Математический
- Физический
- Географический
- Общественных наук
- Стоматологический
- Гуманитарно-естественный с венгерским языком обучения

## Корпуса и кампусы
Главный учебно-лабораторный корпус и научная библиотека университета расположены по адресу: ул. Университетская 14,
Университетский городок состоит из 4 студенческих общежитий и одного общежития для научно-преподавательского персонала.

## Известные преподаватели и выпускники
- Балла, Ласло Карлович — поэт, прозаик, переводчик, журналист, редактор. Заслуженный работник культуры Украины.
- Балега, Юрий Юрьевич — директор Специальной астрофизической обсерватории РАН (САО)
- Вассер, Соломон Павлович — биолог, доктор биологических наук, профессор, член-корреспондент Национальной академии наук Украины. Признан мировым научным сообществом как один из лидеров микологической науки.
- Гудивок, Пётр Михайлович — математик, доктор физико-математических наук, профессор. Академик, один из инициаторов создания Академии наук высшей школы Украины (1992).
- Драгомирецкий, Анатолий Михайлович — поэт-песенник.
- Лендьел, Владимир Иванович — физик, академик, ректор
- Марко, Василий Петрович (1936—2015) — советский и украинский литературовед.
- Мейгеш, Юрий Васильевич — писатель, заслуженный работник культуры УССР, почётный гражданин города Мукачево.